# Alexander Os
Alexander Os (* 21. Januar 1980 in Fauske, Norwegen) ist ein ehemaliger norwegischer Biathlet.

## Karriere
Der in Tromsø lebende Os begann im Jahre 1997 mit dem Biathlon. Bei Europameisterschaften konnte Os bislang sechs Medaillen gewinnen: Im Jahr 2003 wurde er Zweiter im 12,5-km-Verfolgungsrennen bei den Europameisterschaften im italienischen Forni Avoltri. Ein Jahr später folgten im belarussischen Minsk zwei Silbermedaillen in der Verfolgung und in der 4 × 7,5-km-Staffel. Bei den Europameisterschaften 2006 in Langdorf-Arbersee wurde er Europameister im 20-km-Einzelrennen und Dritter mit der norwegischen Staffel. 2007 folgte eine weitere Staffel-Silbermedaille im bulgarischen Bansko.
In der Saison 2004/2005 nahm Os erstmals an Weltcup-Rennen teil, wobei er als beste Platzierung den siebten Platz beim 10-km-Sprintrennen im italienischen San Sicario erreichte. Diese Saison schloss er mit dem 34. Platz der Weltcup-Gesamtwertung ab. Seine bislang besten Einzelergebnisse waren drei zweite Plätze, zweimal im Sprint, einmal im Einzelrennen. Nachdem Alexander Os beim Vierfachtriumph der Norweger im Sprintrennen der Weltmeisterschaften 2009 mit Platz vier noch knapp an einer Einzelmedaille vorbeilief, gelang ihm im anschließenden Verfolgungswettkampf als Dritter erstmals der Sprung aufs Siegerpodest bei Weltmeisterschaften. Alexander Os nahm an den Olympischen Winterspielen 2010 teil. Sein bestes Resultat war der 28. Platz im Einzel. Es war sein einziger Start in Vancouver.
Für ein Kuriosum sorgte Alexander Os beim Finale des Weltcup 2008 am Holmenkollen. Seine zwei Strafrunden nach dem ersten Schießen im Massenstartrennen absolvierte er mit nur einem Ski.
Os gehört zu den wenigen Linksschützen im Biathlon-Feld. Obwohl Os eigentlich Rechtshänder ist, schießt er mit links, da er auf dem rechten Auge eine Sehschwäche hat.
Nach der Saison 2015/16 beendete Os seine Karriere, sein letztes Rennen bestritt er beim Weltcup in Presque Isle.

## Statistiken

### Weltcupplatzierungen
Die Tabelle zeigt alle Platzierungen (je nach Austragungsjahr einschließlich Olympische Spiele und Weltmeisterschaften).
- 1.–3. Platz: Anzahl der Podiumsplatzierungen
- Top 10: Anzahl der Platzierungen unter den ersten zehn (einschließlich Podium)
- Punkteränge: Anzahl der Platzierungen innerhalb der Punkteränge (einschließlich Podium und Top 10)
- Starts: Anzahl gelaufener Rennen in der jeweiligen Disziplin
- Staffel: inklusive Mixed- und Single-Mixed-Staffeln

| Platzierung         | Einzel | Sprint | Verfolgung | Massenstart | Staffel | Gesamt |
| ------------------- | ------ | ------ | ---------- | ----------- | ------- | ------ |
| 1. Platz            |        |        |            |             | 6       | 6      |
| 2. Platz            | 1      | 2      |            |             | 2       | 5      |
| 3. Platz            | 1      | 1      | 2          |             | 2       | 6      |
| Top 10              | 2      | 11     | 10         | 4           | 20      | 47     |
| Punkteränge         | 9      | 46     | 38         | 19          | 22      | 134    |
| Starts              | 21     | 71     | 49         | 19          | 22      | 182    |
| Stand: Karriereende |        |        |            |             |         |        |

### Weltcupsiege
| Nr. | Datum         | Ort                  | Disziplin      |
| --- | ------------- | -------------------- | -------------- |
| 1.  | 9. Dez. 2007  | Hochfilzen           | Staffel 1      |
| 2.  | 4. Jan. 2008  | Oberhof              | Staffel 1      |
| 3.  | 2. März 2008  | Pyeongchang          | Mixedstaffel 2 |
| 4.  | 15. Jan. 2009 | Ruhpolding           | Staffel 1      |
| 5.  | 12. Dez. 2010 | Hochfilzen           | Staffel 3      |
| 6.  | 11. März 2011 | Chanty-Mansijsk (WM) | Staffel 3      |

### Weltmeisterschaften
Ergebnisse bei Biathlon-Weltmeisterschaften:
| Weltmeisterschaft | Weltmeisterschaft | Einzel | Sprint | Verfolgung | Massenstart | Staffel | Mixedstaffel |
| Jahr              | Ort               | Einzel | Sprint | Verfolgung | Massenstart | Staffel | Mixedstaffel |
| ----------------- | ----------------- | ------ | ------ | ---------- | ----------- | ------- | ------------ |
| 2008              | Östersund         | 41.    | –      | –          | –           | –       | 8.           |
| 2009              | Pyeongchang       | 28.    | 4.     | 3.         | –           | –       | –            |
| 2011              | Chanty-Mansijsk   | 43.    | –      | –          | –           | 1.      | –            |

### Olympische Winterspiele
Ergebnisse bei Olympischen Winterspielen:
| Olympische Winterspiele | Olympische Winterspiele | Einzel | Sprint | Verfolgung | Massenstart | Staffel | Mixedstaffel |
| Jahr                    | Ort                     | Einzel | Sprint | Verfolgung | Massenstart | Staffel | Mixedstaffel |
| ----------------------- | ----------------------- | ------ | ------ | ---------- | ----------- | ------- | ------------ |
| 2010                    | Vancouver               | 28.    | –      | –          | –           | –       |              |